# Каирская конференция (1943)
Каирская конференция 1943 года — англо-американо-китайская встреча президента США Рузвельта, премьер-министра Великобритании Черчилля и президента Китайской Республики Чан Кайши при участии соответствующих военных и дипломатических советников, состоялась в Каире в конце ноября, накануне Тегеранской конференции. Проходила в резиденции американского посла Александра Кирка.
Официальное коммюнике, опубликованное в Каире 1 декабря 1943 года, свидетельствовало, что военные миссии перечисленных государств «договорились о будущих военных операциях против Японии», которые должны будут обеспечить её капитуляцию.
Наряду с выработкой военных планов конференция обсудила некоторые политические принципы, которые, по словам Рузвельта, должны были «обеспечить мир на Дальнем Востоке для многих будущих поколений».
Согласованных решений выработано не было.